# پوسیولوک ایمنی کالینینا
پوسیولوک ایمنی کالینینا (به لاتین: Posyolok imeni Kalinina) یک منطقهٔ مسکونی در روسیه است که در سرزمین آلتای واقع شده‌است.